# Culture du Burkina Faso

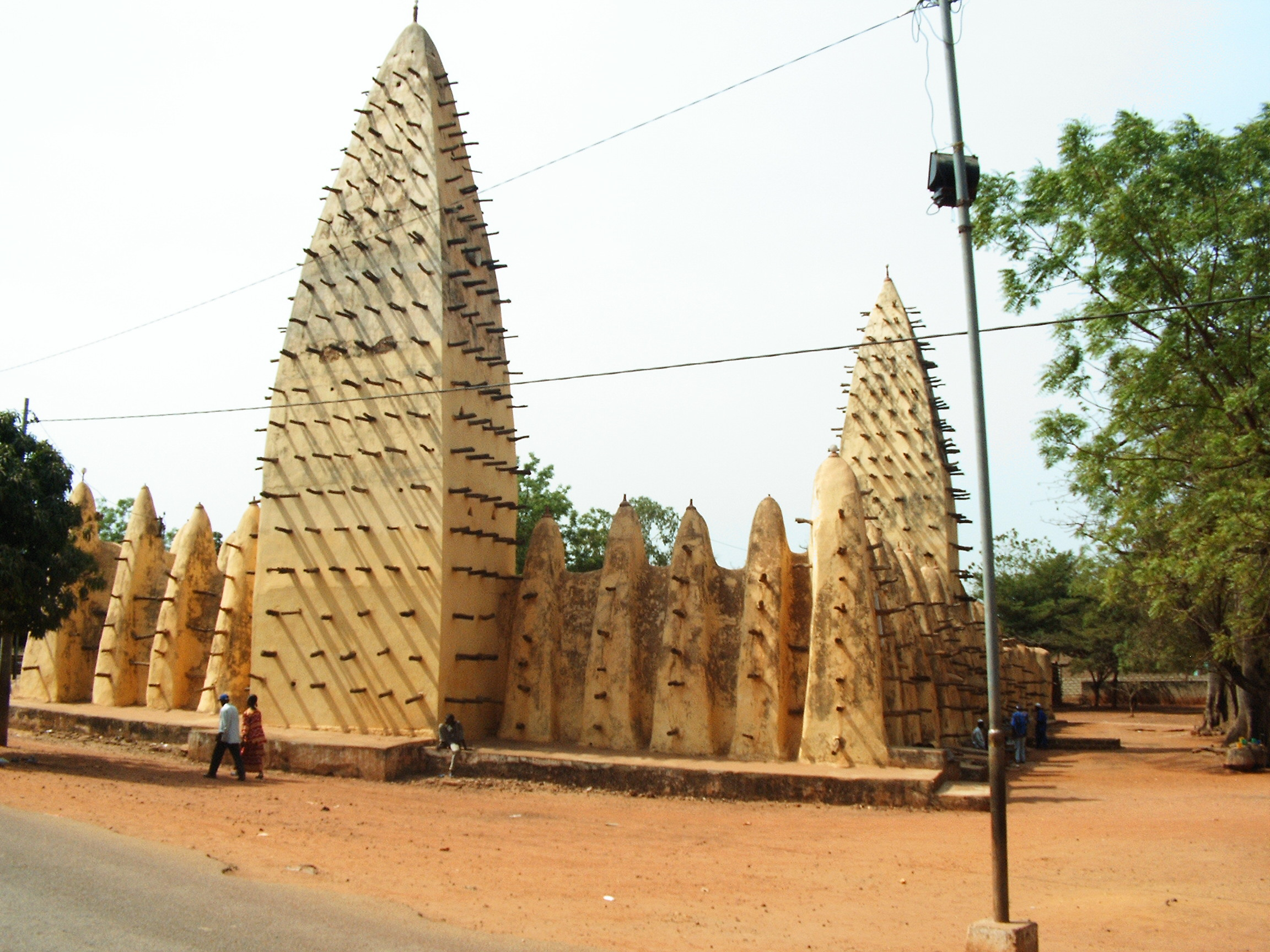
La grande mosquée dans le centre historique de Bobo-Dioulasso, inscrit sur la liste indicative du Patrimoine mondial.

La culture du Burkina Faso, pays composé de plus de 60 groupes et sous groupes ethniques d'Afrique de l'Ouest, désigne d'abord les pratiques culturelles observables de ses 23 millions d'habitants (environ, en 2024) (contre 10 en 1994, 5 en 1964, et 4 vers 1948).

## Langues et peuples

### Langues
La langue officielle du Burkina Faso est le français, et en 2018 la langue globale de communication.
Les trois principales (des soixante langues) nationales sont le mooré (mossi), le fulfudé ou peul et le dioula. La plupart des gens sont multilingues.
- Langues au Burkina Faso, Langues du Burkina Faso

### Peuples
La mosaïque des groupes ethniques au Burkina Faso est impressionnante :
- abron
- bambara
- bariba
- bella (1,9 %)
- beng
- birifor
- bisa (3,9 %)
- bobo (4,8 %)
- bobo-dioula (0,9 %)
- bwas
- dagari (2,4 %)
- foulankriabé (8,4 %)
- frafra
- gan
- gouin (6,8 %)
- gourmantché
- gourounsi (4,5 %)
- karaboro
- kasséna
- konkomba
- kurumba
- lobi (2,5 %)
- minianka
- moba
- mossi (52,5 %)
- nunuma
- ouelleminden (touareg)
- peul (8,4 %)
- samo
- sénoufo (4,4 %)
- sohanti
- tallensi
- tem
- toussian
- winiama
- zarma

- Démographie du Burkina Faso
- Liste des groupes ethniques d'Afrique

## Traditions

### Religion(s)
- Généralités
  - Religions traditionnelles africaines, Animisme, Fétichisme, Esprit tutélaire, Mythologies africaines
  - Religion en Afrique, Christianisme en Afrique, Islam en Afrique
  - Islam radical en Afrique noire
  - Anthropologie de la religion
- Religion au Burkina Faso
  - Islam au Burkina Faso (60-62 %), Sunnisme, Chiisme, Soufisme, Tijaniyya, Charia, Ahmadiyya au Burkina Faso (en)
  - Christianisme (22-25 %), catholicisme (17-19 %), protestantisme (5-7 %), pentecôtisme, adventisme, orthodoxie...
  - Religions traditionnelles africaines (>15 %)
  - Autres (1 %): baha'isme, hindouisme, bouddhisme...
  - Athéisme, Irréligion (<1 %)
  - Syncrétisme
  - Liberté de religion au Burkina Faso (en)

### Symboles
- Armoiries du Burkina Faso
- Drapeau du Burkina Faso (1984); auparavant drapeau de la Haute-Volta
- Ditanyè (Hymne de la victoire ou Une seule nuit), hymne national (1984)
- Cheval, emblème animal
- Riz wolof (au gras), plat national
- Unité, Progrès, Justice, devise nationale
- Distinctions au Burkina Faso

### Folklore et Mythologie
- Contes[2],[3]
- Légendes[4],[5],[6], Yennenga
- Mythes anciens, dont l'empire mossi[7],[8],[9],[10],[11]
- Mythologies en Afrique de l'Ouest
- Mythes modernes[12]

### Pratiques
- Sacrifices (anciens) chez les Bobo de Haute-Volta[13]
- Les insignes royaux des Kouroumba (Haute-Volta), article de A. Schweeger-Hefel, Journal de la Société des Africanistes, 1962, 32-2

### Fêtes
- Jours fériés publics au Burkina Faso

## Vie sociale

### Groupes humains
- Diaspora burkinabé[14],[15],[16]
- Immigration et émigration[17],[18]
- Institut national de la statistique et de la démographie (Ouagadougou)
- Chefferies[19]

### Famille
- Polygamie au Burkina Faso
- Mutilations génitales féminines

### Noms
- Nom de famille, Nom personnel

### Société
- Palabre, Arbre à palabres

### Éducation
- Éducation au Burkina Faso
- Universités burkinabè, Liste des universités du Burkina Faso (en)

### Droit
- Droit burkinabè, Médiateur du Faso
- Droits LGBT au Burkina Faso
- Prostitution au Burkina Faso (en)
- Criminalité au Burkina Faso
- Terrorisme au Burkina Faso
- Traite des êtres humains au Burkina Faso
- Droits de l'homme au Burkina Faso
- Rapport Burkina Faso 2016-2017 d'Amnesty International

### État
- Histoire du Burkina Faso
- Politique au Burkina Faso
- Liste de conflits au Burkina Faso
- Batailles impliquant le Burkina Faso
- Attentats au Burkina Faso
- Guerres impliquant le Burkina Faso (en)

## Arts de la table

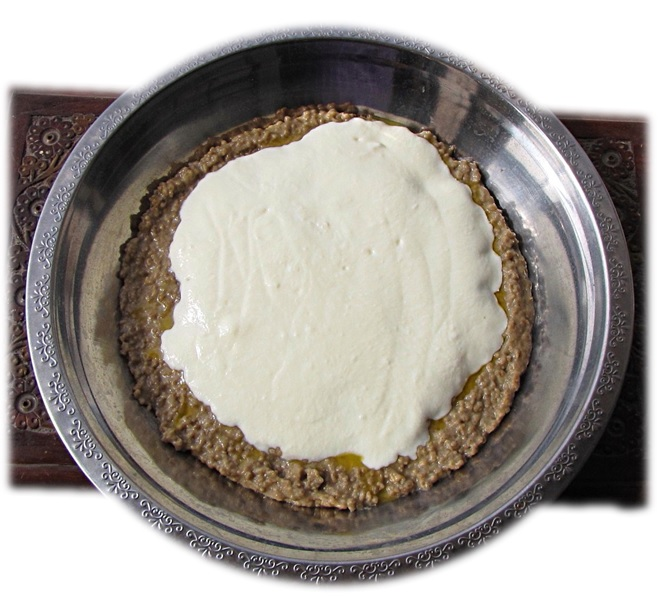
Une assiette de lakh

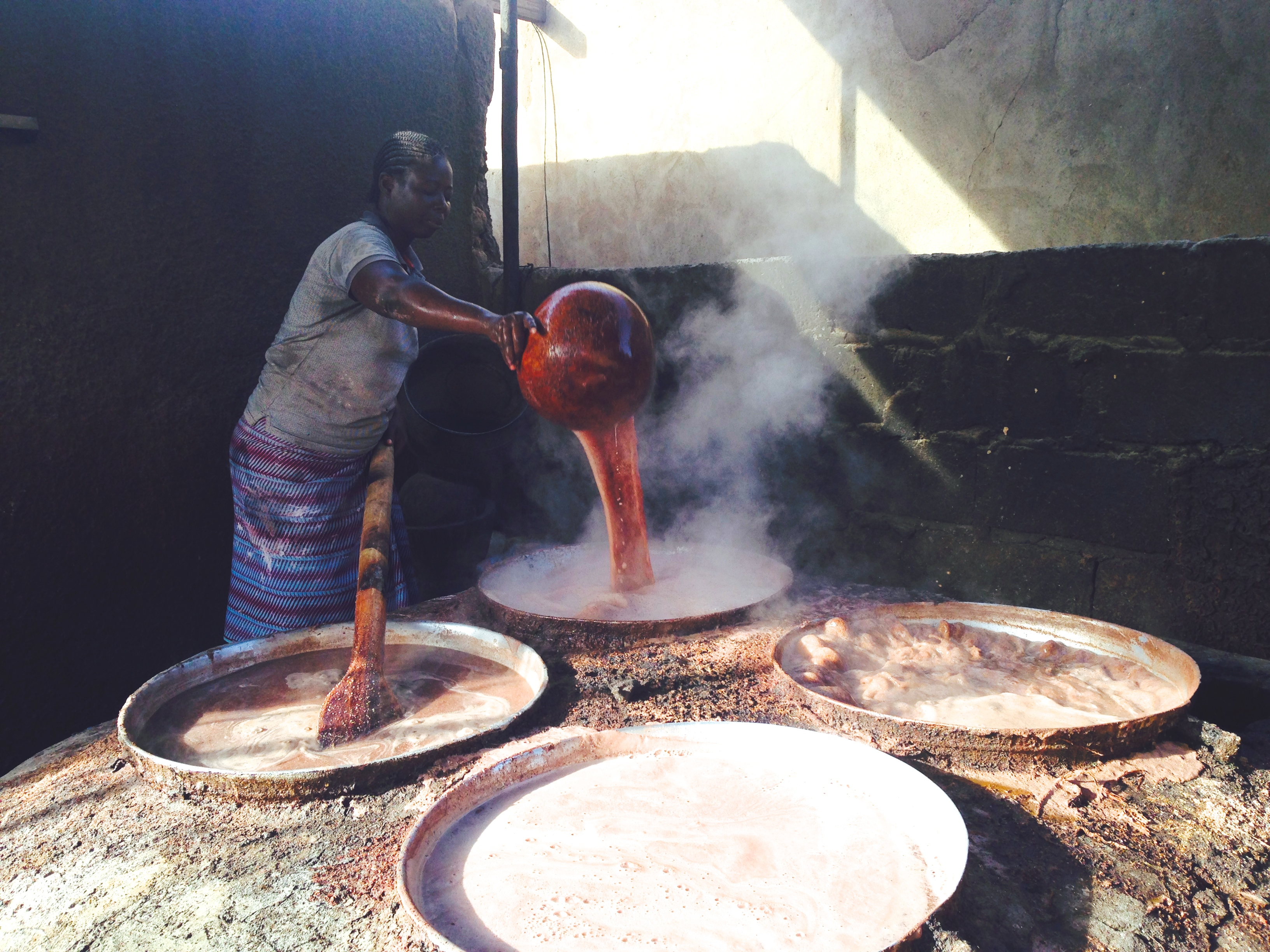
Fabrication de bière artisanale

### Cuisine(s)
- Cuisine burkinabé, Gastronomie burkinabé
- Lakh, Mafé, Tô, Taguella
- Quelques recettes[20]
- Cuisine ivoirienne, Cuisine sénégalaise, Cuisine malienne
- Cuisine ouest-africaine, Cuisine africaine,

### Boisson(s)
- Bière de mil, dôlo ou tchapalo
- Bissap, boisson à base de Roselle
- Degue, boisson à base de millet et de yaourt
- Toédo (Fruit du baobab)
- Yamaku (Gingembre)
- Zoom-koom, boisson à base de farine de millet, gingembre, jus de citron et tamarin

## Santé
- Santé au Burkina Faso (en)
- Avortement au Burkina faso (en)
- Méningite à méningocoques en Afrique sub-saharienne

### Activités physiques
- Athlétisme, basket-ball, cyclisme, football, handball, rugby...

### Sports
- Sport au Burkina Faso, Sports au Burkina Faso, basket-ball, football, cyclisme...
- Sportifs burkinabé, Sportives burkinabé
- Burkina Faso aux Jeux olympiques
- Jeux de la francophonie
- Burkina Faso aux Jeux paralympiques
- Jeux africains ou Jeux panafricains, depuis 1965, tous les quatre ans (..., 2011, 2015, 2019...)

### Arts martiaux
- Liste des luttes traditionnelles africaines par pays, lutte burkinabè
- Boxe, Karaté, Judo

## Médias
En 2009, le classement mondial sur la liberté de la presse établi chaque année par Reporters sans frontières situe le Burkina Faso au 57e rang sur 175 pays. Des « problèmes sensibles » y ont été observés.
En 2016, le pays est classé au 42e rang sur 180 pays. Le pays est en progression constante au cours des dernières années et donne un rare exemple de pluralisme médiatique en Afrique. On observe que le coup d’État militaire de 2015 n’a pas eu d'incidence majeure sur la liberté d’information.
- Médias du Burkina Faso (en), Médias au Burkina Faso
- Télécommunications au Burkina Faso
- Journalistes burkinabé
- Institut des médias, dans l'Université Polytechnique Nazi Boni (Bobo Dioulasso) : en 2017-2018, 411 enseignants (dont 200 vacataires) et environ 15 000 étudiants.

Les éventuelles subventions vont aux médias francophones, pas aux médias en langues nationales.

### Presse écrite
- Presse écrite au Burkina Faso : environ 70 journaux en français en 2016, et 15 en langues locales (mooré, dioula, fulfuldé...)
- Et depuis au moins 125 ans, des bulletins d'information communautaires confessionnels en langues nationales

### Radio
- Radiodiffusion-Télévision du Burkina
- Liste des stations de radio au Burkina Faso : environ 170 en 2015
- En 2017, l'information est majoritairement en français, l'animation en langues locales.

### Télévision
- Environ 25 Chaînes de télévision au Burkina Faso	en 2016 : BF1, RTB, Canal 3
- Séries télévisées burkinabé
- Festival panafricain du cinéma et de la télévision de Ouagadougou
- Étalon de Yennenga

### Internet
- Sites d'information : LeFaso.net, Burkina 24
- Surveillance et censure d'internet au Burkina Faso
- Blogs[25],[26],[27],[28]
- En 2017, environ 20 sites de presse en ligne, et 4 Web-tv
- La République du Grin[29]

## Littérature
- Littérature du Burkina Faso[30],[31],[32],[33],[34]
- Liste d'écrivains burkinabè
- Maison d'édition Sankofa & Gurli (1995)

### Sites
- Encyclopédie des littératures en langues africaines (ELLAF), site ellaf.huma-num.fr
- Site Soumbala.com, Portail francophone du livre africain
- Virginie Coulon, Bibliographie francophone de littérature africaine, EDICEF/AUPELF, 1994
- Littérature en bomu, site ELLAF
- Littérature en fang, site ELLAF

### Quelques écrivains burkinabés

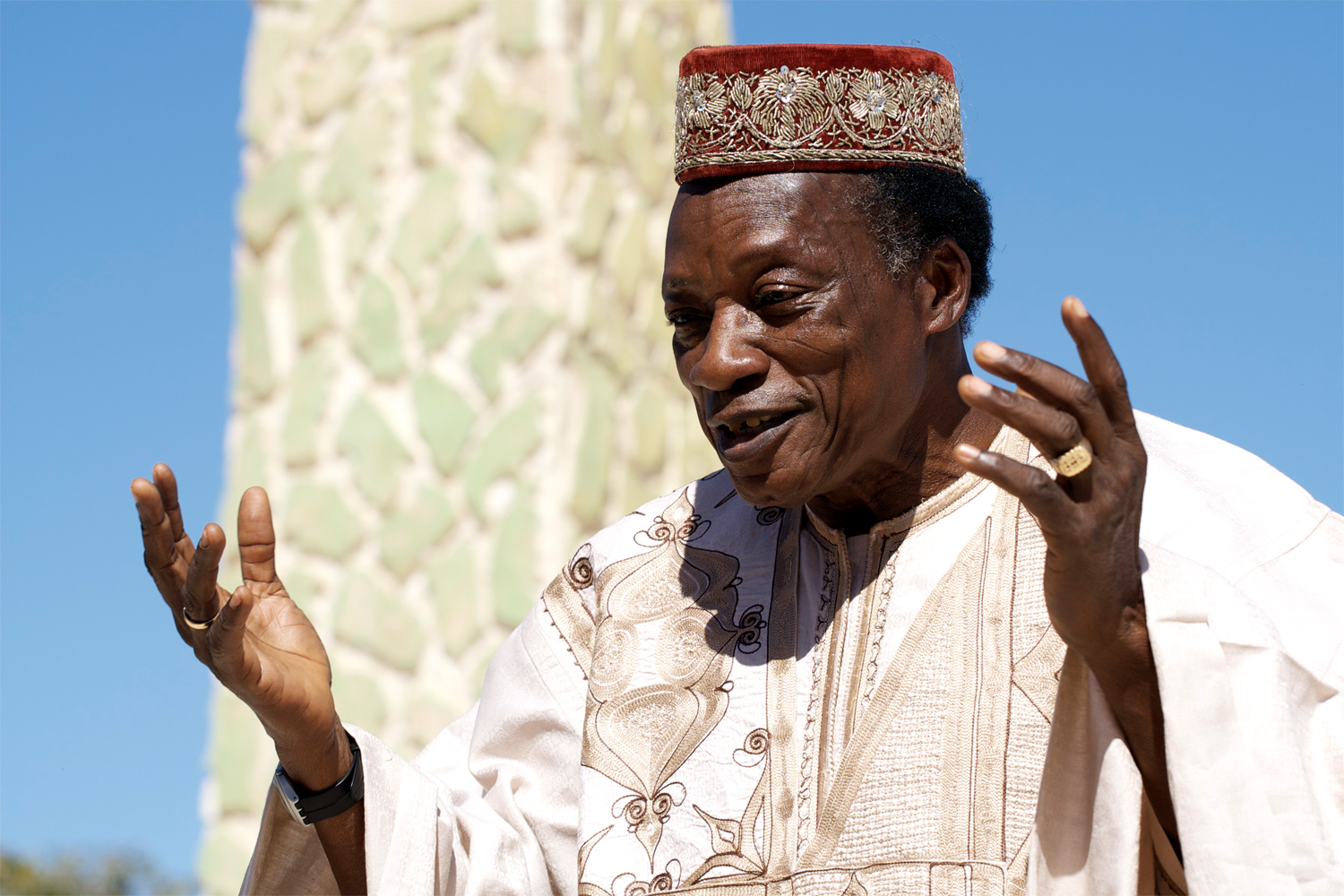
Maître Frédéric Titinga Pacéré au musée de Manéga

- Joseph Ki-Zerbo (1922 - 2006), grand intellectuel et opposant burkinabè, a largement contribué à l'émergence d'études historiques africaines. Premier africain agrégé d'Histoire à la Sorbonne, le professeur enseigna dans plusieurs universités africaines. Il a été le directeur scientifique des deux volumes de l'Histoire générale de l'Afrique, publié par l'Unesco. Depuis leur publication, ces ouvrages, les premiers volumes d'histoire coordonnés par un Africain, sont devenus la référence des étudiants africains en histoire. Contraint à l’exil par le pouvoir révolutionnaire du capitaine Thomas Sankara, il vécut longtemps à Dakar. De retour au Faso en 1992, il militera contre l'impunité de l'assassinat du journaliste Norbert Zongo. Il reste une figure des Indépendances, et de la vie intellectuelle.
- Titinga Frédéric Pacéré (1943 -...), né à Manéga, auteur d'une cinquantaine d'ouvrages sur la littérature, la culture, le droit, la sociologie et l'art. Il est également le fondateur du musée de Manéga.
- Jean-Pierre Guingané (1947-2011)[35],[36], Le Fou (1987)
- Zarra Guiro (1957 -...)
- Monique Ilboudo (1959-)[37], juriste et femme politique, a remporté le Grand Prix de l'Imprimerie Nationale du Meilleur Roman 1992 pour Le Mal de Peau, publié en France par les éditions Le serpent à plumes, Paris, février 2001. C'est la première romancière burkinabè.
- Sophie Heidi Kam[38] (1968 -...), poétesse et dramaturge contemporaine. Deux fois lauréate du Grand Prix National des arts et des lettres à la Semaine Nationale de la Culture (SNC) respectivement en 2000 avec Sanglots et symphonies et en 2004, avec Quêtes, elle s'essaye aussi au théâtre, dans le cadre du groupe "du Cercle", coordonné par Faustin KEOUA LETURMY, lectures de textes dramaturgiques au CCF Georges Méliès de Ouagadougou.
- Sarah Bouyain (1968 -...)
- Honorine Mare (1972 -...)
- Faustin Keoua Leturmy (1972-)[39], comédien, danseur et écrivain d'origine congolaise mais vivant à Ouagadougou, et participant à cette jeune génération d'auteurs africains
- Gaël Koné (1976 -...)
- Abdoulaye Diallo (1980-)[40]
- Suzy Henique Nikiéma (1983 -...)
- Aristide Tarnagda  (1984-)[41] -...), auteur prodige de théâtre contemporain : Alors, tue-moi, De l’amour au cimetière (créé aux récréatrales 2006), Les Larmes du ciel d'août, Exils 4, pièce de théâtre et chorégraphie, mise en scène de Eva Doumbia...
- Jacques Guingane (?)

## Artisanats

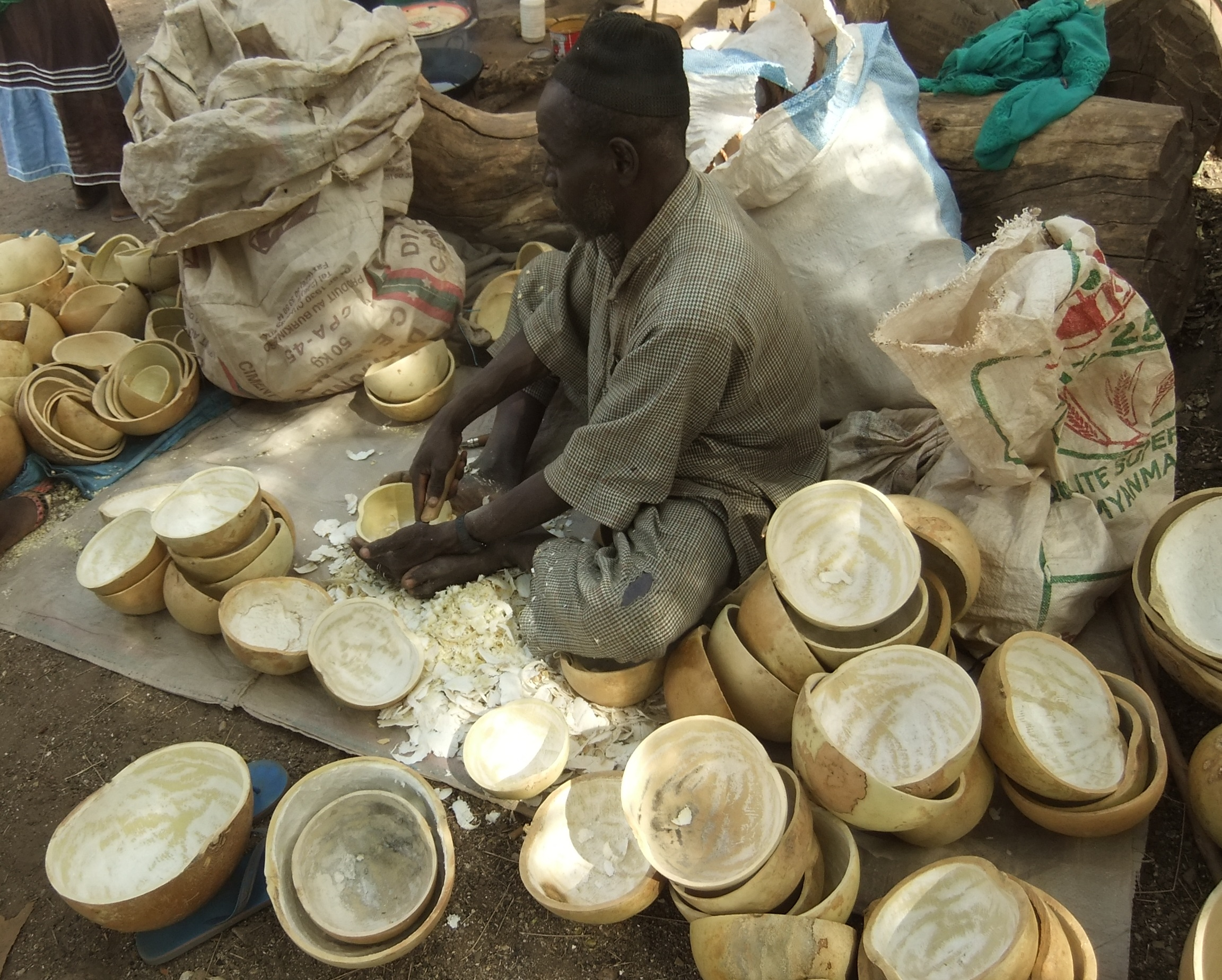
Fabricant de calebasses.

- Arts appliqués, Arts décoratifs, Arts mineurs, Artisanat d'art, Artisan(s), Trésor humain vivant, Maître d'art
- Artisanats par pays, Artistes par pays

Les savoir-faire liés à l’artisanat traditionnel relèvent (pour partie) du patrimoine culturel immatériel de l'humanité.
Mais une grande partie des techniques artisanales ont régressé, ou disparu, dès le début de la colonisation, et plus encore avec la globalisation, sans qu'elles aient été suffisamment recensées et documentées.

### Arts graphiques
- Calligraphie, Enluminure, Gravure, Origami
- Liste de sites d'art rupestre en Afrique, Art rupestre

### Textiles
- Art textile, Arts textiles, Fibre, Fibre textile, Design textile
- Mode, Costume, Vêtement, Confection de vêtement, Stylisme
- Technique de transformation textile, Tissage, Broderie, Couture, Tricot, Dentelle, Tapisserie,
- Société burkinabè des fibres textiles[42],[43]

### Cuir

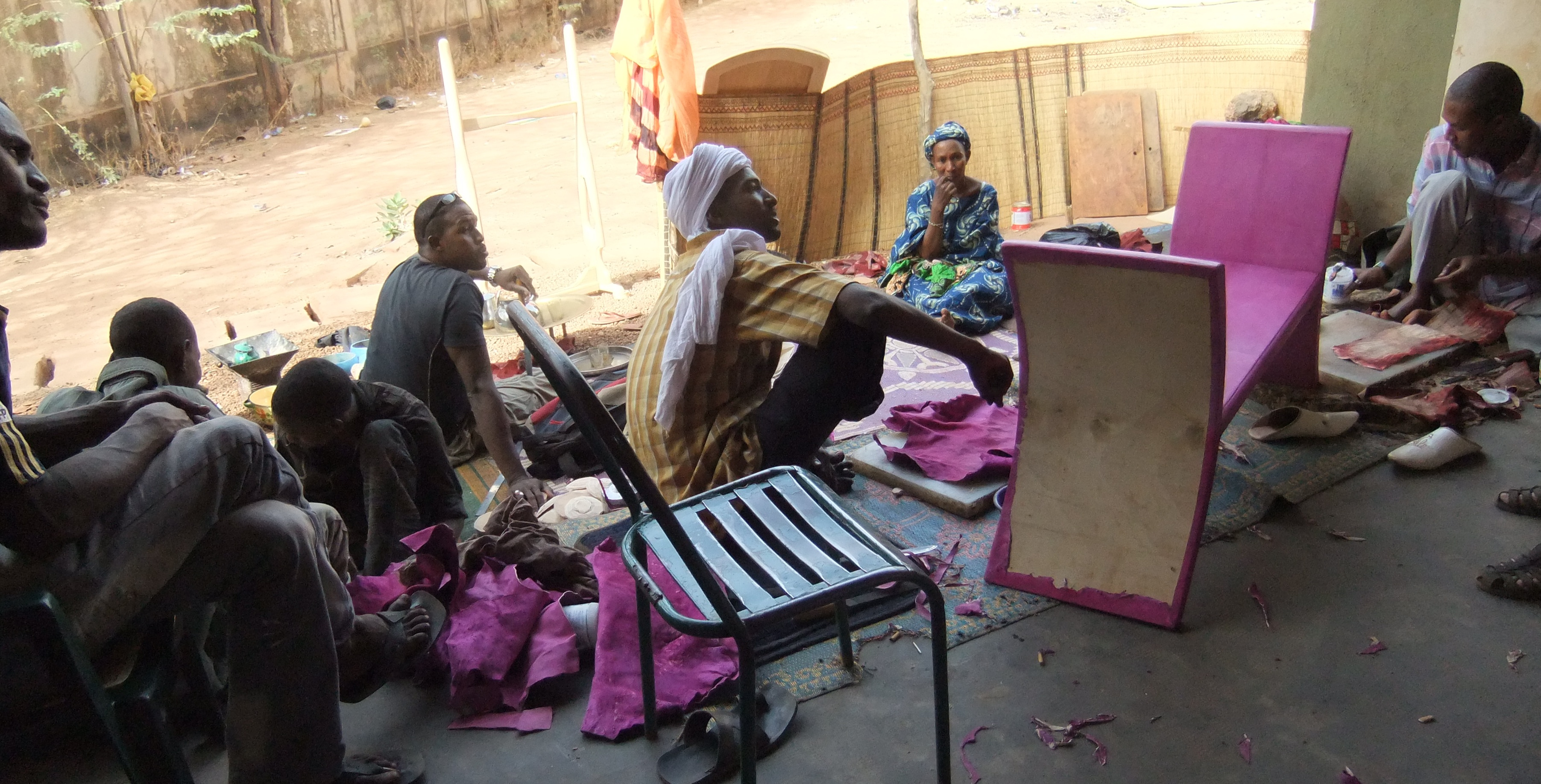
Travail du cuir à Ouagadougou.

- Maroquinerie, Cordonnerie, Fourrure
- Maroquiniers burkinabé, Aballa Cissé

### Papier
- Papier, Imprimerie, Techniques papetières et graphiques, Enluminure, Graphisme, Arts graphiques, Design numérique

### Bois
- Travail du bois, Boiserie, Menuiserie, Ébénisterie, Marqueterie, Gravure sur bois, Sculpture sur bois, Ameublement, Lutherie

### Vannerie

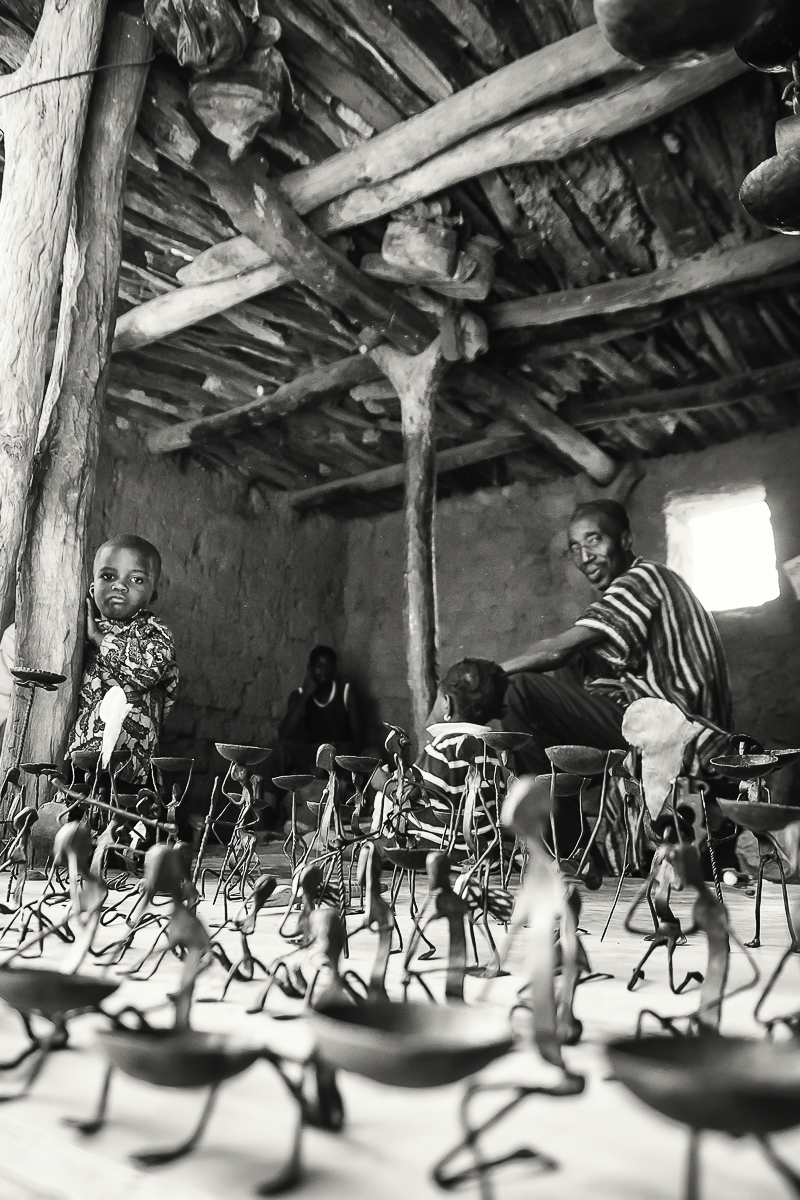
Artisan du fer.

- Tradition[44],[45]

### Métal
- Métal, Sept métaux, Ferronnerie, Armurerie, Fonderie, Dinanderie, Dorure, Chalcographie
- Bronziers burkinabé[46],[47],[48], Kossi Traore, Abdoulaye Gandema, Noufou Sissao
- Sophie Douce, Des fourneaux séculaires du Burkina classés au patrimoine mondial de l’Unesco, article, Le Monde, 2019

### Poterie, céramique, faïence

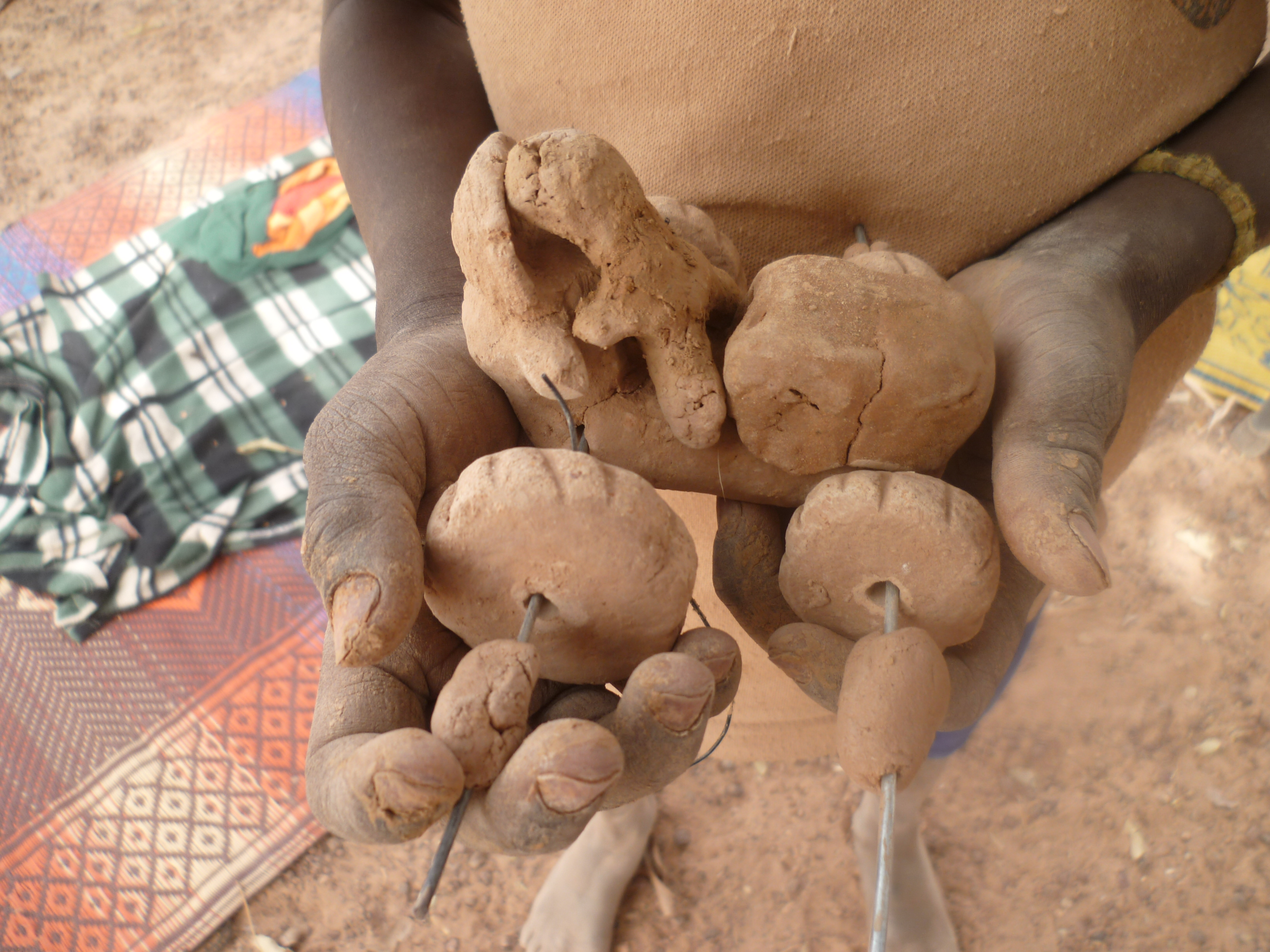
Jouets en argile confectionnés par un enfant.

- Mosaïque, Poterie, Céramique, Terre cuite
- Céramique d'Afrique subsaharienne

### Verrerie d'art
- Arts du verre, Verre, Vitrail, Miroiterie

### Joaillerie, bijouterie, orfèvrerie
- Lapidaire, Bijouterie, Horlogerie, Joaillerie, Orfèvrerie

### Espace
- Architecture intérieure, Décoration, Éclairage, Scénographie, Marbrerie, Mosaïque
- Jardin, Paysagisme

## Artisanat d'art
- Arts du Burkina Faso (en)

Tous les deux ans, les années paires, la capitale du Burkina Faso se transforme en vitrine de l’artisanat africain. En 2006, le salon avait attiré trois milliers d’exposants venus de toute l’Afrique, des professionnels ou des collectionneurs débarqués des cinq continents, et 500 000 visiteurs amateurs au total. C’est dire l’attraction qu’exerce l’artisanat africain, dont on peut apprécier ici la richesse et la diversité.
Le salon de Ouagadougou se veut la vitrine du savoir-faire des artisans burkinabé, mais aussi de toute l’Afrique. Exposition folklorique à ses débuts elle est devenue la vitrine de l'art africain par excellence. Le SIAO a beaucoup évolué et s’adresse en priorité aux professionnels, aux exportateurs, voire aux collectionneurs qui viendront passer commande dans ce gigantesque marché artisanal. En parallèle, il permet aux artisans venus des quatre coins du continent de se rencontrer, d’échanger leurs techniques de fabrication ou d’en trouver de nouvelles, plus efficaces.

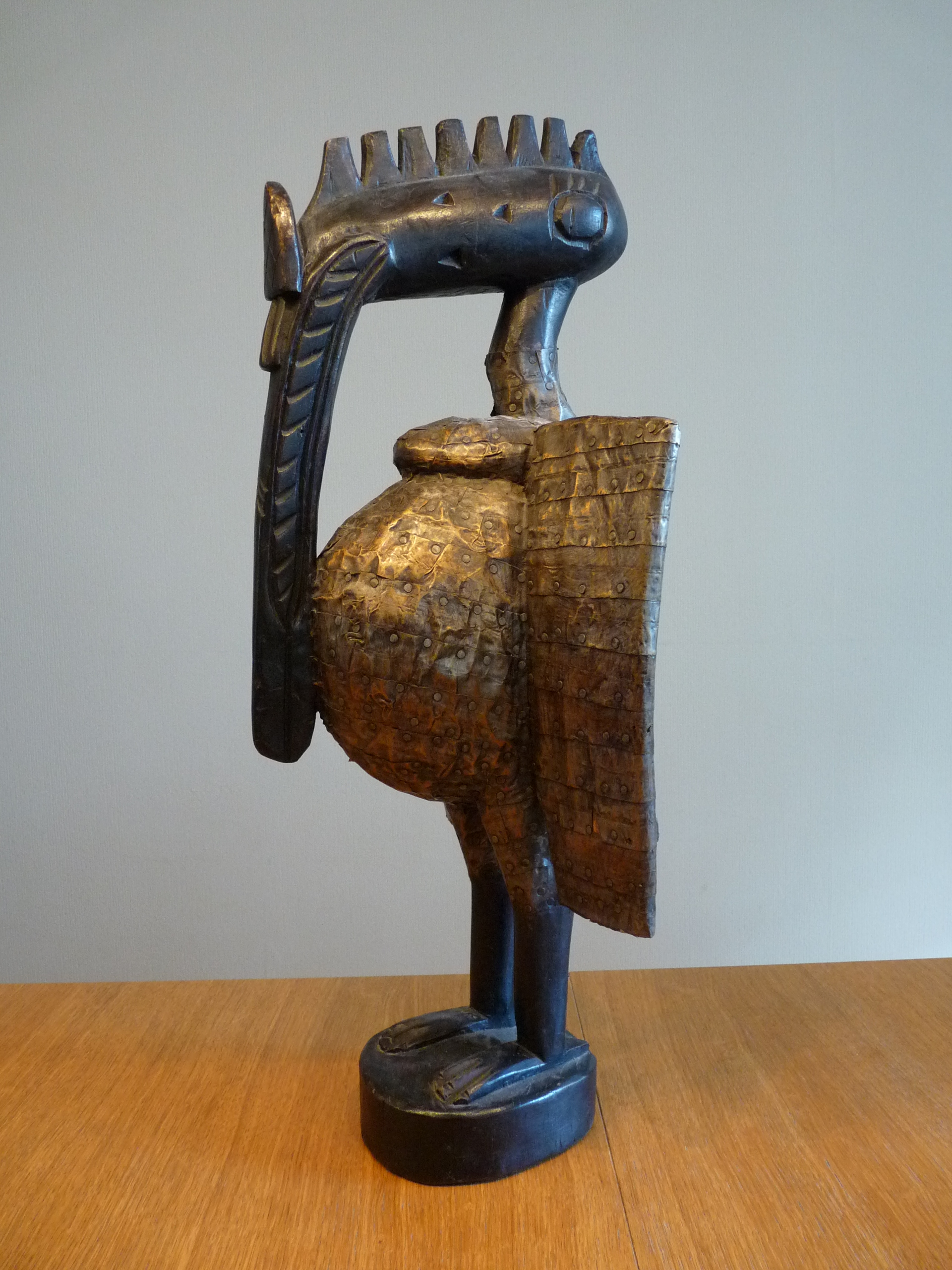
Calao sénoufo du Burkina Faso

Le SIAO est le plus grand salon africain où sont exposés divers objets d'art, de culture et divers représentant l'art africain. Malgré plusieurs tentatives d'appropriation de l'évènement par certains pays, ce salon reste le plus important de par le nombre de visites, d'exposants, de médias etc.
Le Salon international de l'artisanat de Ouagadougou est un cadre de promotion des produits de l'artisanat africain. Il est né d'une initiative commune de l'Office National du Commerce Extérieur (ONAC) et de la Chambre de Commerce d'Industrie et d'Artisanat visant à mettre en exergue un secteur jadis délaissé : celui de l'artisanat. Cette initiative répond avant tout au souci de réduire le déficit croissant de la balance commerciale des pays africains face à une détérioration des prix de certaines matières premières exportées ou exportables.
Les produits et secteurs d'activité représentés sont : la sculpture sur bronze et sur bois, la maroquinerie, la vannerie, la peinture, le textile-confection, la broderie, la bijouterie, les instruments de musique africains, les objets de décoration, la ferronnerie, le tissage, le batik, la poterie-céramique, l'armurerie, le mobilier, l'artisanat de récupération l'art de la calebasse, l'artisanat de services, l'artisanat de production.

### Historique du SIAO
Le SIAO est parti d'une exposition-vente de l'artisanat burkinabé organisée en novembre 1984 sous l'appellation "ARTISANAT 84" qui a mis en compétition les artisans de toutes les provinces du Burkina Faso et des produits de qualité variés.
Il a permis de constater que les burkinabés sont de grands consommateurs de produits de l'artisanat tant utilitaire que décoratif. Mais il a été surtout l'occasion de mesurer l'intérêt de nos invités européens et américains face à la variété et à la beauté des œuvres présentées.
Au lendemain de cette manifestation, les deux institutions (ONAC et Chambre de Commerce) ont formulé une recommandation tendant à faire de cette manifestation un marché africain de l'artisanat, un forum d'échange entre les artisans de plusieurs pays africains et des acheteurs professionnels d'origines diverses.
La première édition du SIAO s'est tenue du 20 au 27 février 1988.
Depuis la manifestation a connu un engouement de plus en plus croissant de la part des artisans africains que des professionnels du monde entier qui trouvent en celle-ci des opportunités de contact, de ventes, d'achat et d'affaires.

### Objectif du SIAO
Le SIAO a pour missions, de :
- Créer un cadre de promotion et d'échange pour les produits de l'artisanat africain en vue de faciliter leur accès aux marchés internationaux ;
- Susciter et organiser la réflexion et la concertation sur les problèmes de développement de l'artisanat des pays africains ;
- Favoriser la diffusion et l'essor de l'artisanat africain en tant que moyen d'expression et de culture ;
- Contribuer à la formation et l'encadrement des artisans en vue de leur promotion personnelle.

## Arts visuels
- Arts visuels, Arts plastiques, Art brut, Art urbain
- Art africain traditionnel, Art contemporain africain
- Artistes par pays

### Dessin

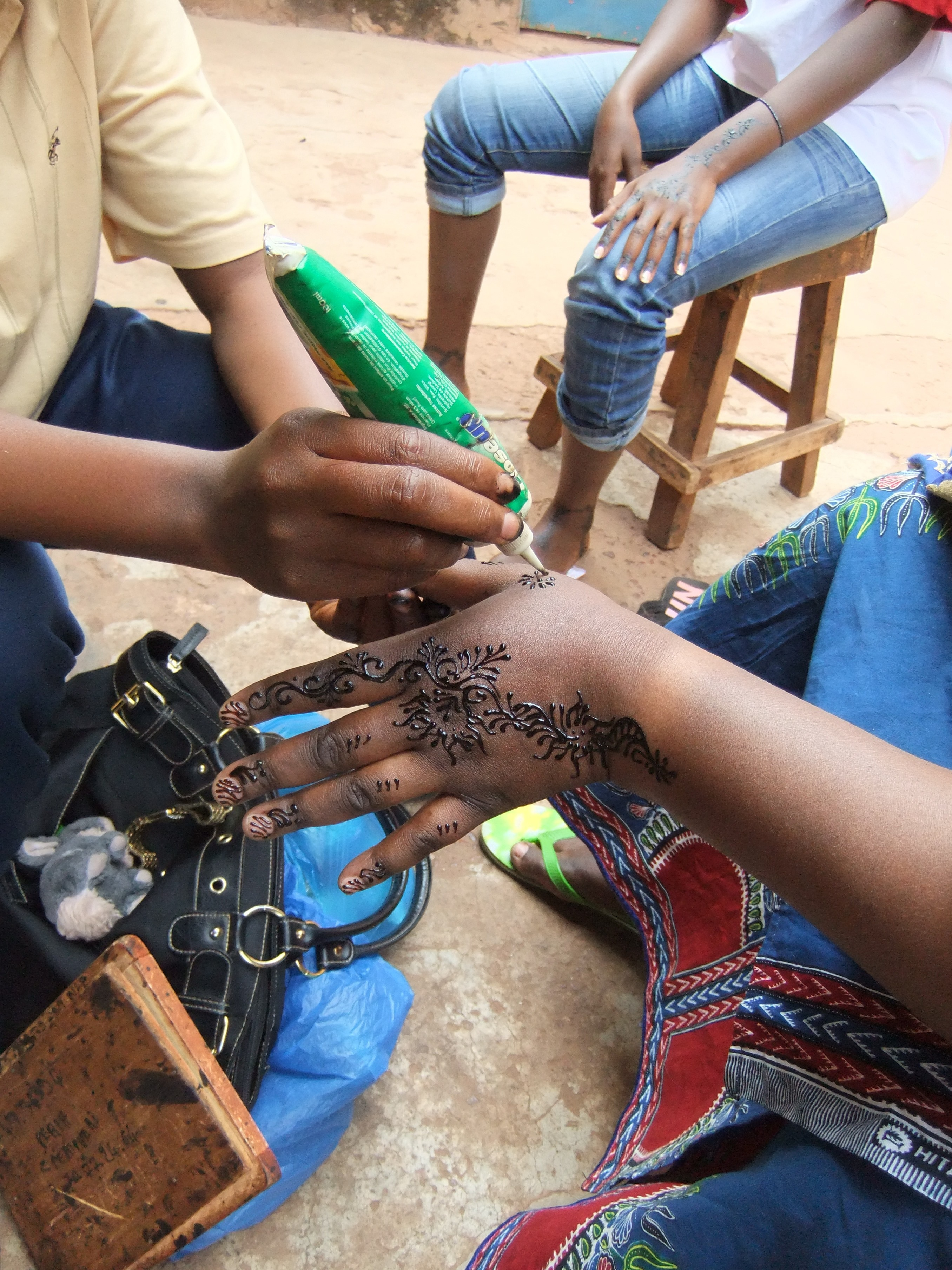
Art du tatouage.

### Art Contemporain
- Siriki Ky
- Henri Abraham Univers
- Christophe Sawadogo
- D Leopold Segueda

### Peinture
- Benjamin Ouedraogo[49], Harouna Ouedraogo, Zaccharia Ouedraogo[50]
- Barry Souleymane[51]
- Philippe Sawadogo[52]

### Sculpture
La Biennale internationale de sculpture de Ouagadougou (BISO), créée en 2019,, tient sa deuxième édition en 2021, offrant une vitrine à de très nombreux sculpteurs d'Afrique de l'Ouest,.
Parmi les sculpteurs burkinabés :
- Ky Siriki, maître du bois, du métal et du bronze

### Architecture
- Catégorie:Architecture au Burkina Faso
- Habitat traditionnel[57],[58],[59],[60]
- Architecture coloniale
- Architecture contemporaine

### Photographie
- Saïdou Dicko, photographe

### Graphisme
Philippe Sawadogo est un Directeur Artistique et communication visuelle et graphiste multimédia. Il a entre autres crée le logo de la Chambre de Commerce et d'industrie du Burkina Faso et mené en 2015 la Direction artistique de la communication visuelle des 10 ans en musique de Alif Naaba et du Festival de slam Plu-Oui-Demo. Il est également second lauréat d'un concours de logotype pour la confection d'un pagne illustrant l'amitié entre les femmes du Burkina Faso et des États-Unis en 2008.

## Arts du spectacle
- Spectacle vivant, Performance, Art sonore

### Musique(s)
- Catégorie:Musique par pays, Musique improvisée, Improvisation musicale
- Musique au Burkina Faso[64]
- Musée national de musique (Ouagadougou)
- Musiques burkinabé
- Instruments de musique burkinabé[65]

#### Musiciens burkinabè
- Adama Dramé
- Issouf Compaoré
- Smarty
- Alif Naaba
- Amadou Kiénou est un danseur et un musicien auteur-compositeur burkinabé
- Dez Altino
- Farafina
- Floby musicien
- Hawa Boussim
- Sana Bob
- Saramaya
- Victor Démé est un musicien auteur-compositeur burkinabé
- Groupes de musique burkinabé, Farafina, Saramaya, Yeleen, et bien d'autres

### Danse

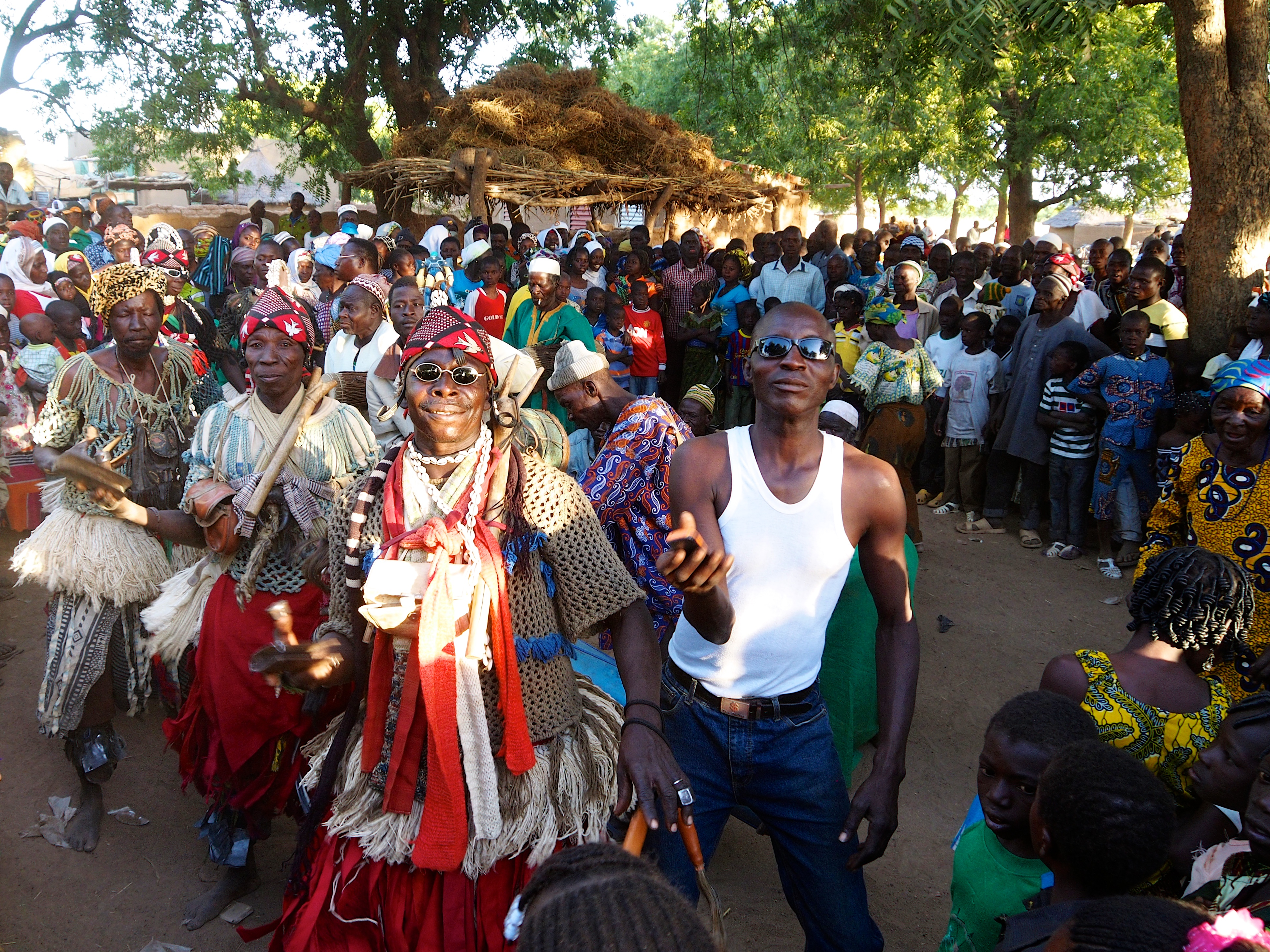
Danseurs lors de la cérémonie Nakoobo du Naaba Zomb Wobgo à Andemtenga

Irène Tassembedo est l'une des initiatrices de la danse contemporaine burkinabè, créatrice du Ballet National du Burkina Faso. Alassane Congo, lui aussi, reste encore une référence.
À leur suite, Souleymane Badolo de la compagnie Kongoba Teria, Salia Sanou et Seydou Boro de la compagnie Salia nï Seydou ont développé la danse contemporaine. La compagnie Salia nï Seydou a créé le festival Dialogues de Corps, festival de danse africaine de Ouagadougou et en 2006, le premier Centre de Développement Chorégraphique en Afrique : La Termitière à Ouagadougou.
Grâce à ces évènements, les jeunes générations (le danseur Bouxon, Compagnie Auguste-Bienvenue, Compagnie Tené, Compagnie Tché Tché...) tournent à l'étranger et perpétuent une création typiquement contemporaine, se nourrissant de la danse traditionnelle de leurs régions.
- Danses traditionnelles par culture : dagara, gourmantche, lobi, mosse, kassena[66],[67]...
- Autres troupes : Badéma
- Festivals
  - Danse, l'Afrique danse, depuis 2007
- Danseurs burkinabés
- Chorégraphes burkinabés

### Théâtre
Les Récréatrales, manifestation bisannuelle, constituent un évènement théâtral culturel majeur du Burkina Faso, avec le Festival International de Théâtre et de Développement (FITD). Lancées en 2002 à Ouagadougou par Étienne Minoungou, comédien, conteur, metteur en scène, dramaturge et entrepreneur culturel, elles constituent un projet ambitieux de résidences d'écriture et de créations théâtrales panafricaines, réunissant une centaine d'artistes de plusieurs pays durant deux à trois mois. Ces résidences tentent d'explorer une nouvelle approche de la création dramatique en Afrique, en privilégiant un travail conjoint du texte et de la mise en scène.
- Le Carrefour international de théâtre de Ouagadougou
- Théâtre Populaire Désiré Bonogo[68], Centre de Développement Chorégraphique La Termitière

### Cinéma
- Cinéma burkinabé

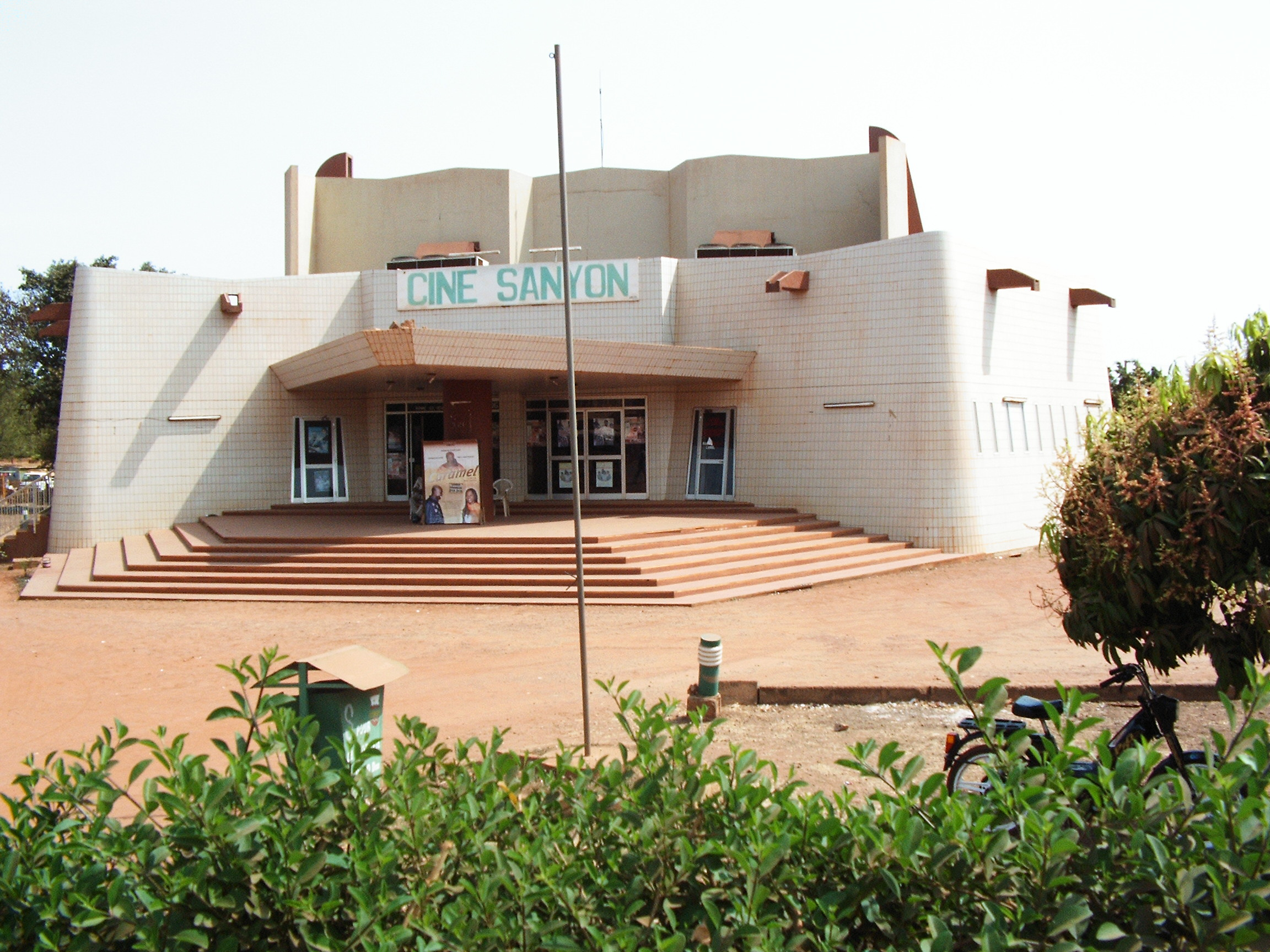
Une salle de cinéma au Burkina Faso (Le Sanyon à Bobo-Dioulasso)

Le cinéma africain est particulièrement vivant au Burkina Faso. Né d'une volonté politique, dès l'indépendance de la Haute-Volta en 1960, de développer un cinéma national dégagé de la domination coloniale, il débute par la création d'une cellule cinéma au sein du Ministère de l'Information. Celle-ci réalise surtout des documentaires de vulgarisation visant les populations rurales.
En 1970, le gouvernement nationalise la distribution et l’exploitation des films et crée un établissement public, la Sonavoci (Société Nationale Voltaïque du Cinéma, aujourd'hui dissoute), dont les bénéfices alimentent la promotion de l'industrie cinématographique.
En 1969, le Festival panafricain du cinéma et de la télévision de Ouagadougou FESPACO est créé à l'initiative de cinéphiles. Devenu biennal, il est l'une des grandes manifestations culturelles de Ouagadougou.
Le Festival panafricain du cinéma et de la télévision de Ouagadougou a acquis une renommée internationale. Ses fondateurs n’en espéraient pas tant : ils voulaient initialement juste faire connaître le cinéma africain aux Africains.
Le Festival panafricain du cinéma et de la télévision de Ouagadougou FESPACO est le plus grand festival africain de cinéma (on dit du festival qu'il est le Festival de Cannes de l'Afrique).
En 1979, est créé un complexe de studios de production et de tournage, financé par des capitaux privés avec une aide de l'État.
Les thèmes du cinéma burkinabé ont évolué peu à peu de la production de films documentaires ou exotiques vers un regard critique sur la société (néo-colonialisme, condition des femmes, corruption etc.)
Le succès du cinéma burkinabé ne doit cependant pas masquer les difficultés, financières, commerciales ou juridiques, auxquelles il reste confronté.
Idrissa Ouedraogo est un des plus grands réalisateurs burkinabés.
En savoir plus sur les Réalisateurs burkinabé, Réalisatrices burkinabé
- Sanou Kollo (1949-)
- Gaston Kaboré (1951)
- Idrissa Ouedraogo (1954-2018)
- Pierre Yameogo (1955-2019)
- Dani Kouyaté (1961)
- Fanta Régina Nacro (1962-)
- Pierre Rouamba
- Drissa Touré
- Sarah Bouyain (1968-)
- Kady Traoré (1979-)
- Issiaka Konaté

- Mouna N'Diaye (1990 ?)

### Autres: marionnettes, mime, pantomime, prestidigitation
- Arts de la rue, Arts forains, Cirque,Théâtre de rue, Spectacle de rue,
- Marionnette, Arts pluridisciplinaires, Performance (art)…
- Arts de la marionnette au Burkina Faso sur le site de l'Union internationale de la marionnette

Le Festival International de Théâtre et de Marionnettes de Ouagadougou (Fitmo) créé en 1989 est un festival biennal.

### Autres: vidéo, numérique
- Vidéo, Jeux vidéo, Art numérique, Art interactif
- Réseau africain des promoteurs et entrepreneurs culturels (RAPEC), ONG
- Société africaine de culture, association (SAC, 1956), devenue Communauté africaine de culture (CAC)
- Congrès des écrivains et artistes noirs (1956)
- Festival mondial des arts nègres (1966, 2010)
- Confréries de chasseurs en Afrique

## Tourisme
- Tourisme au Burkina Faso (en)
- Liste de centres d'intérêt touristique au Burkina Faso (en)
- Conseils (diplomatie.gouv.fr) aux voyageurs pour le Burkina Faso
- Conseils (international.gc.ca) aux voyageurs pour le Burkina Faso

## Patrimoine
Le programme Mémoire du monde (UNESCO, 1992) n'a rien inscrit pour ce pays dans son registre international Mémoire du monde (au 15/01/2016).

### Musées et autres institutions
- Liste de musées au Burkina Faso.

### Liste du Patrimoine mondial
Le programme Patrimoine mondial (UNESCO, 1971) a inscrit dans sa liste du Patrimoine mondial (au 12/01/2016) : Liste du patrimoine mondial au Burkina Faso.

### Liste représentative du patrimoine culturel immatériel de l’humanité
Le programme Patrimoine culturel immatériel (UNESCO, 2003) a inscrit dans sa liste représentative du patrimoine culturel immatériel de l’humanité (au 15/01/2016) :
- 2012 : Les pratiques et expressions culturelles liées au balafon des communautés Sénoufo du Mali, du Burkina Faso et de Côte d’Ivoire[70].

### Filmographie
- Des feuilles aux cauris : une initiation féminine au Burkina Faso, film documentaire de Bernard Nantet et Jeanne Bisilliat, Cerimes, Vanves, 2000?, 47 min (DVD)
- Traces, empreintes de femmes, film documentaire de Kati Léna Ndiaye, Médiathèque des Trois Mondes, Paris, 2005, 52 min (DVD)
- Le royaume qui chante, film documentaire de Patrick Kersalé, Éditions musicales Lugdivine, Lyon, 2005, 76 min (DVD)
- Les maîtres du nyama : la confrérie des chasseurs sénoufo, film documentaire de Patrick Kersalé, Éditions musicales Lugdivine, Lyon, 2006, 80 min (DVD)
- Tambours et djembés du Burkina Faso, film documentaire de Patrick Kersalé, Sunset France, Boulogne, 2005, 69 min (DVD)
- La danseuse d'ébène : Irène Tassembédo, film documentaire de Seydou Boro, CNC, Paris, 2007, 54 min (DVD)
- Les enfants musiciens du Burkina Faso, film documentaire de Patrick Kersalé, Éd. musicales Lugdivine, Lyon, 2008, 26 min (DVD)